# Capelleta de la Mare de Déu de l'Alegria
La Capelleta de la Mare de Déu de l'Alegria és una obra de la Ràpita (Montsià) inclosa a l'Inventari del Patrimoni Arquitectònic de Catalunya.

## Descripció
La fornícula, amb arc de mig punt, és de les més ornades. Té circumscrit un arc trenat de mig punt, sobre impostes, cobert per un arquitrau amb coberta en pendent a sobre.
El sustenten dues columnes de fust llis amb un capitell corinti compost, tot policromat simulant jaspi amb vetes.
Es troba just sota el balcó del primer pis, una mica alçada, prop de la porta d'accés. La imatge ha estat retirada.

## Història
La imatge fou restituïda després de la guerra civil (1940).